# Selago trinervia
Selago trinervia là một loài thực vật có hoa trong họ Huyền sâm. Loài này được E. Mey. miêu tả khoa học đầu tiên năm 1838.